# Damiș
Damiș – wieś w Rumunii, w okręgu Bihor, w gminie Bratca. W 2011 roku liczyła 601 mieszkańców.